# Campaea perlata
Arpenteuse perlée
Espèce
Campaea perlata, communément appelée l'Arpenteuse perlée, est une espèce nord-américaine de lépidoptères (papillons) de la famille des Geometridae, de la sous-famille des Ennominae.

## Description
L'imago de Campaea perlata est un papillon de nuit relativement grand, d'une envergure variant entre 28 et 51 mm. Sa couleur pâle lui a valu son nom anglais de « Pale beauty ».